# L'Entourloupe
L'Entourloupe är en fransk komedifilm från 1980 i regi av Gérard Pirès.
Filmen är baserad på Francis Rycks roman Nos intentions sont pacifiques.

## Rollista i urval
- Jean-Pierre Marielle - Castelard
- Jacques Dutronc - Olivier
- Gérard Lanvin - Roland
- Anne Jousset - Valérie
- Jean Lanier - Le marquis
- Daniel Laloux - Bensimon
- André Penvern - M. Hansel
- Françoise Deldick - Mme. Hansel
- Isabelle Mergault - Jeanine